# 8249 Gershwin
8249 Gershwin è un asteroide della fascia principale. Scoperto nel 1980, presenta un'orbita caratterizzata da un semiasse maggiore pari a 2,3802116 UA e da un'eccentricità di 0,1810960, inclinata di 6,09876° rispetto all'eclittica.